# Christoforos Liontakis
Christoforos Liontakis (Heraclião, Creta, 1945) é um escritor grego, sua primeira publicação de poemas foi em 1973